# Paricterotaenia apterygis
Paricterotaenia apterygis är en plattmaskart som först beskrevs av Benham 1900.  Paricterotaenia apterygis ingår i släktet Paricterotaenia och familjen Dilepididae. Inga underarter finns listade i Catalogue of Life.